# Parc d'État de Goblin Valley
Le parc d'État de Goblin Valley (en anglais Goblin Valley State Park) est un parc d'État américain situé dans l'État de l'Utah, classé comme tel le 24 août 1964. Il est notable pour ses centaines de formations rocheuses, cheminées de fées ou hoodoos, appelées localement goblins (gobelins).

## Description et faune
Le parc abrite des milliers de hoodoos, appelés localement goblins, qui sont des formations rocheuses en forme de champignons, certains faisant plusieurs mètres. Les formes spécifiques de ces roches résultent d'une couche de roche résistante à l'érosion sur un grès relativement plus tendre. Les roches sableuses d'où sont issues les hoodoos ont été déposées à l'ère  Jurassique il y a 170 millions d'années. Le parc d'État de Goblin Valley et le parc national de Bryce Canyon, également dans l'Utah, à environ 310 km au sud-ouest, comptent parmi les plus grandes concentrations de hoodoos au monde. La maigre flore comprend de l'Ephedra, du chardon de Russie et divers cactus, ainsi que des genévriers et des pins pinyon à des altitudes plus élevées. La faune inclut des lièvres, des scorpions, des rats kangourous, des antilopes américaines, des renards nains, des serpents à sonnettes et des coyotes.

## Histoire
La publicité a attiré depuis la Seconde Guerre mondiale les touristes en ces lieux, c'est pourquoi dès 1954 il a été proposé de protéger Goblin Valley du vandalisme. L'État de l'Utah a ensuite acquis le site, qui est devenu un parc d'État en 1964, sur une surface de 1479 hectares. En octobre 2013, deux boy scouts ont intentionnellement renversé un fragile hoodoo et se sont filmés, diffusant leur vidéo sur Internet. En 2019, le parc d’État a été agrandi en ajoutant 2 533 hectares supplémentaires, doublant ainsi de taille : il couvre aujourd'hui 4 012 hectares. Plus de 268 000 visiteurs s'y sont rendus en 2017.

## Cinéma
En 1999, certaines scènes du film Galaxy Quest sont tournées dans le parc, représentant une planète extraterrestre.

## Galerie

Parc d'État de Goblin Valley
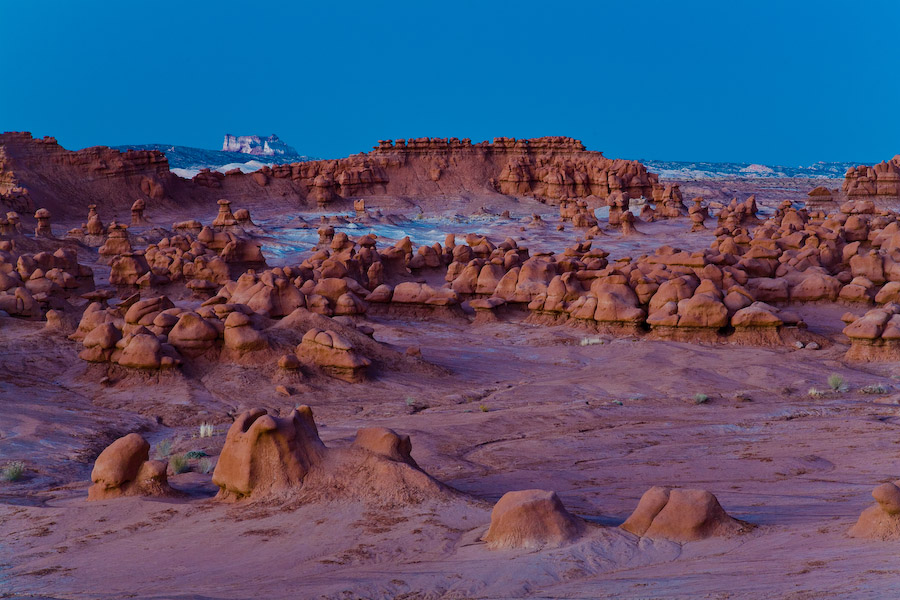
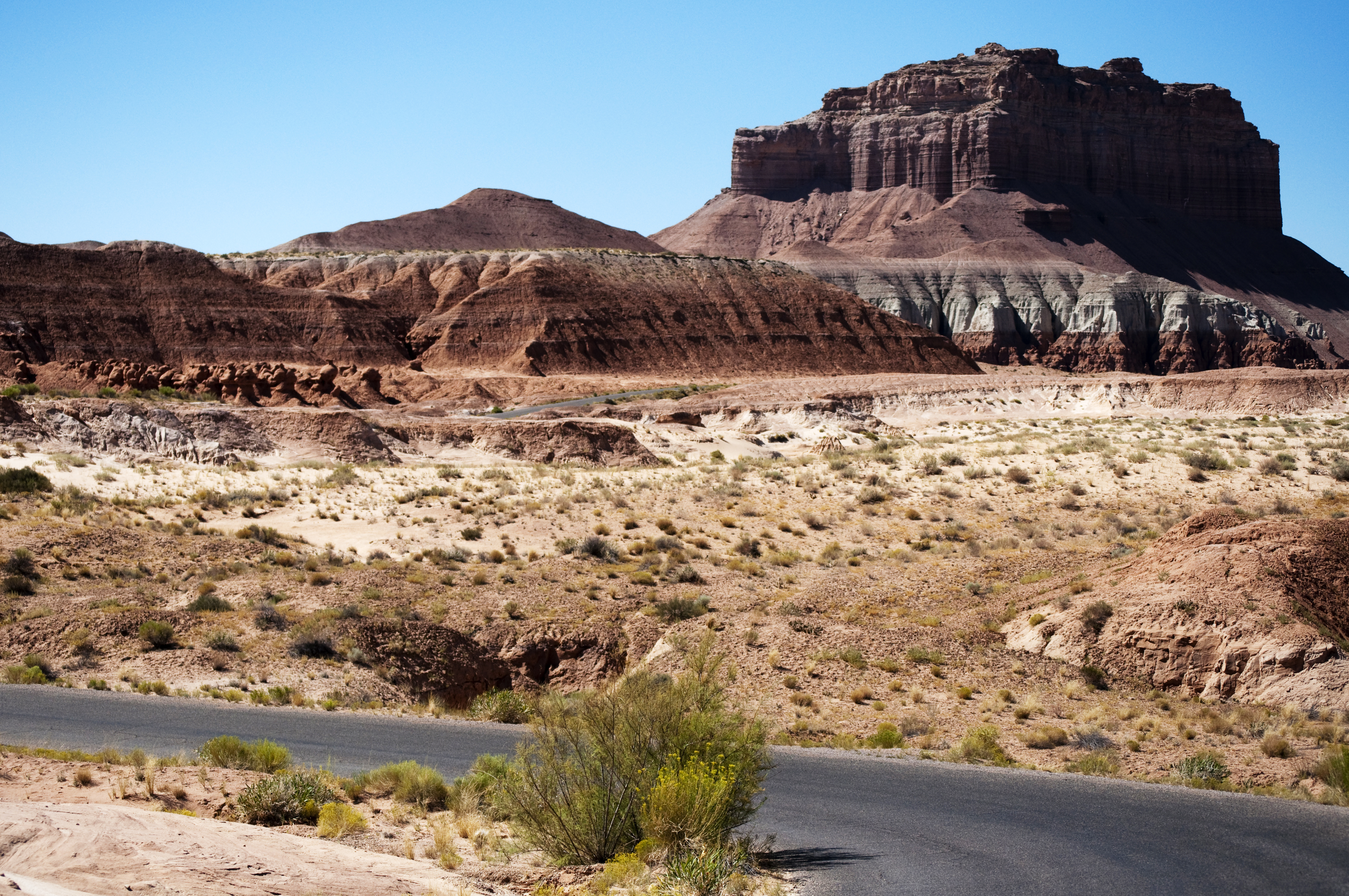
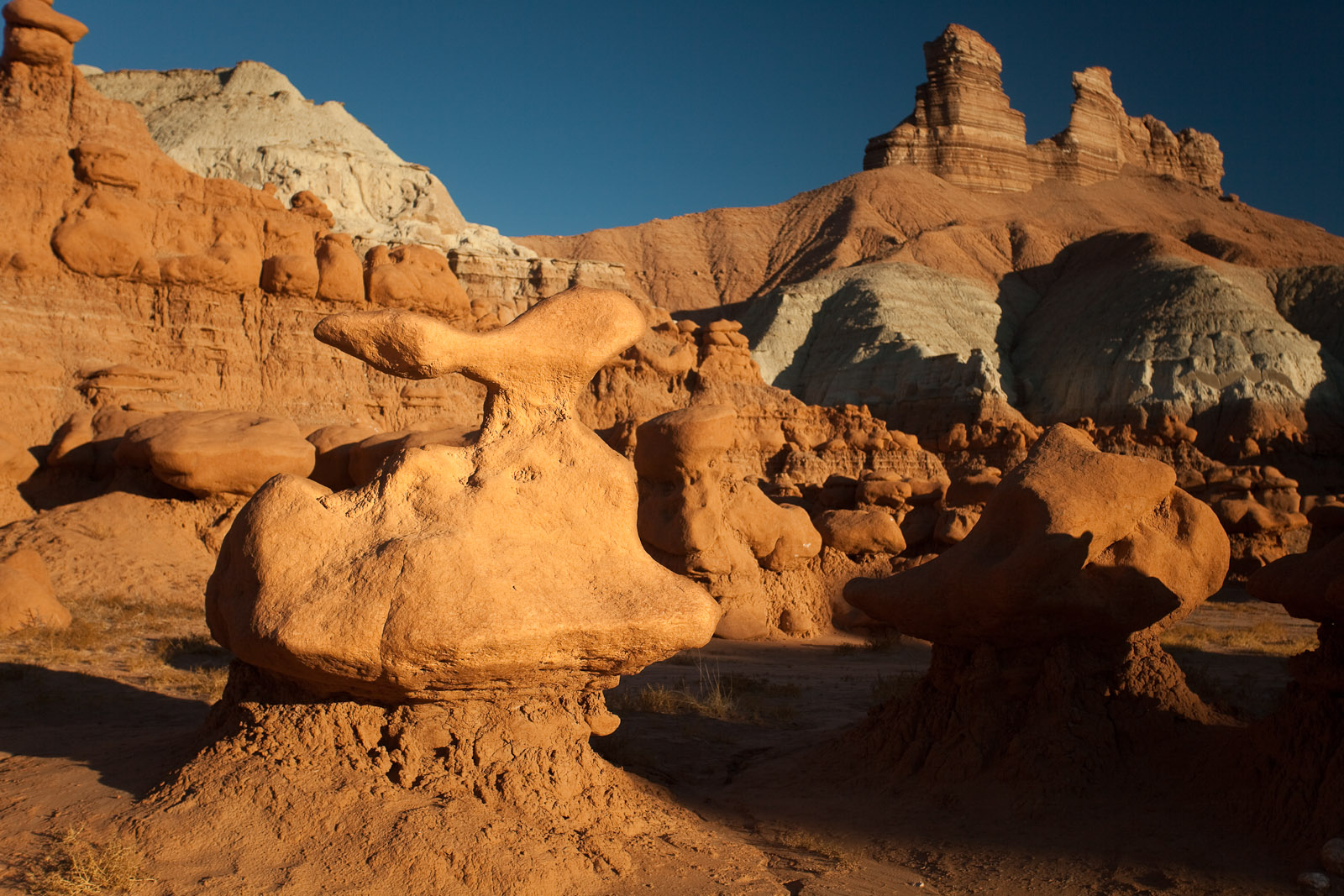
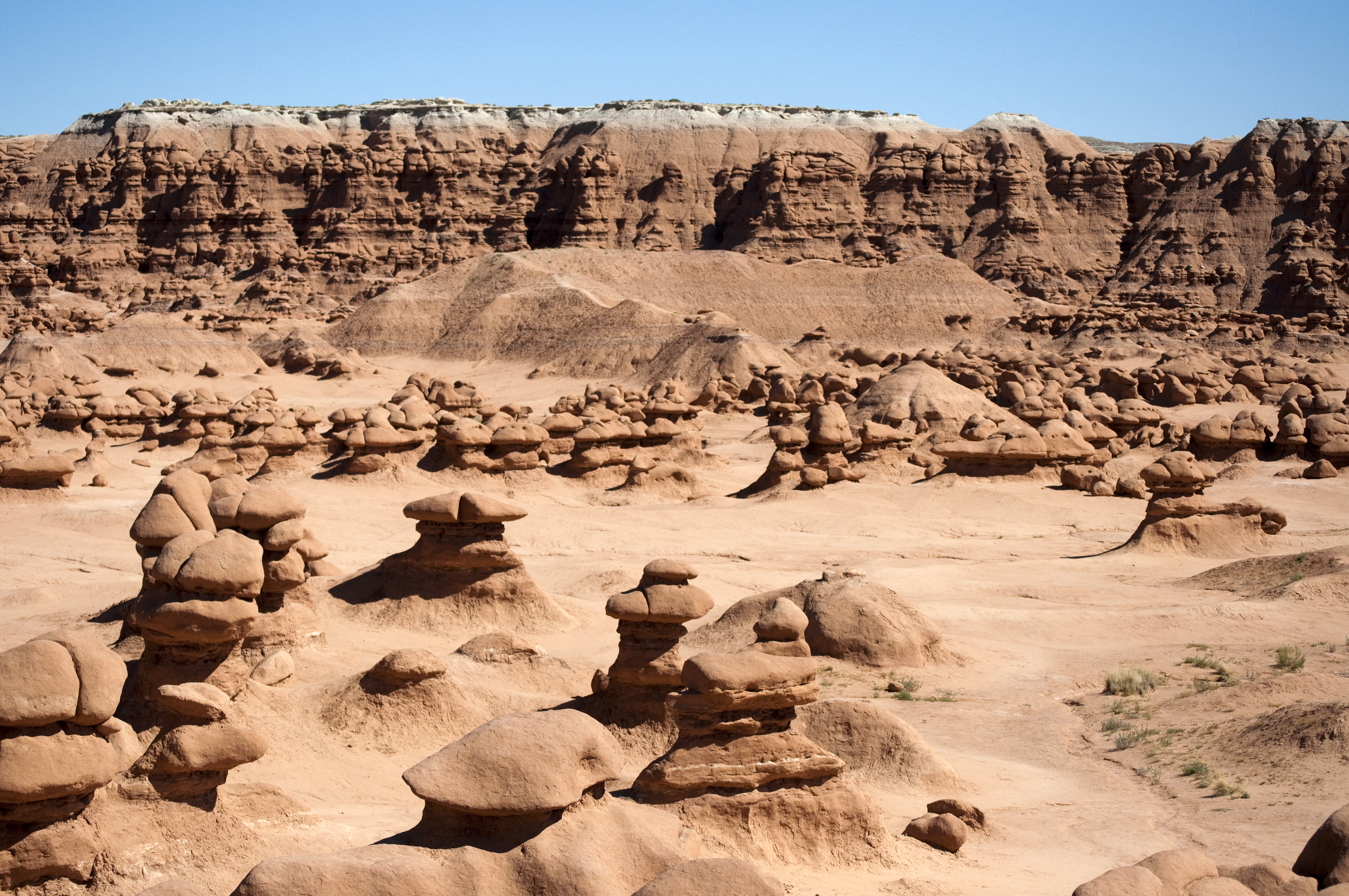
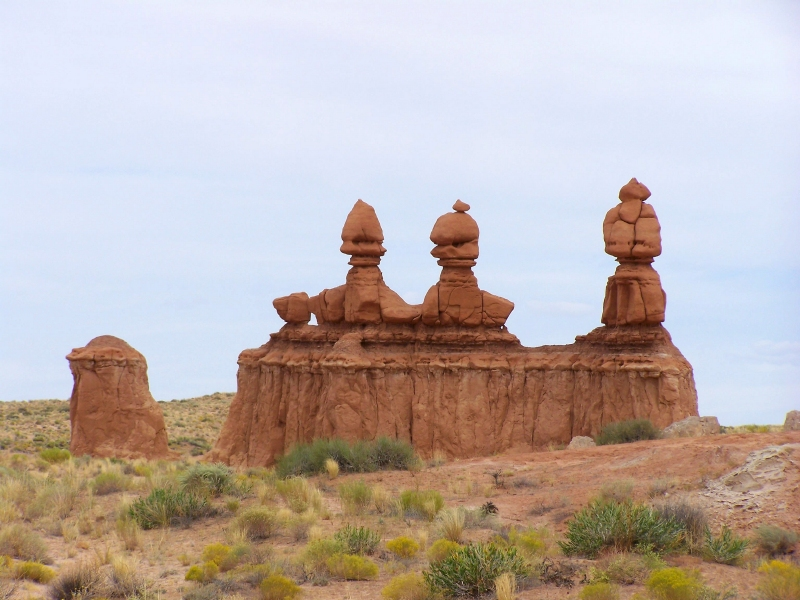
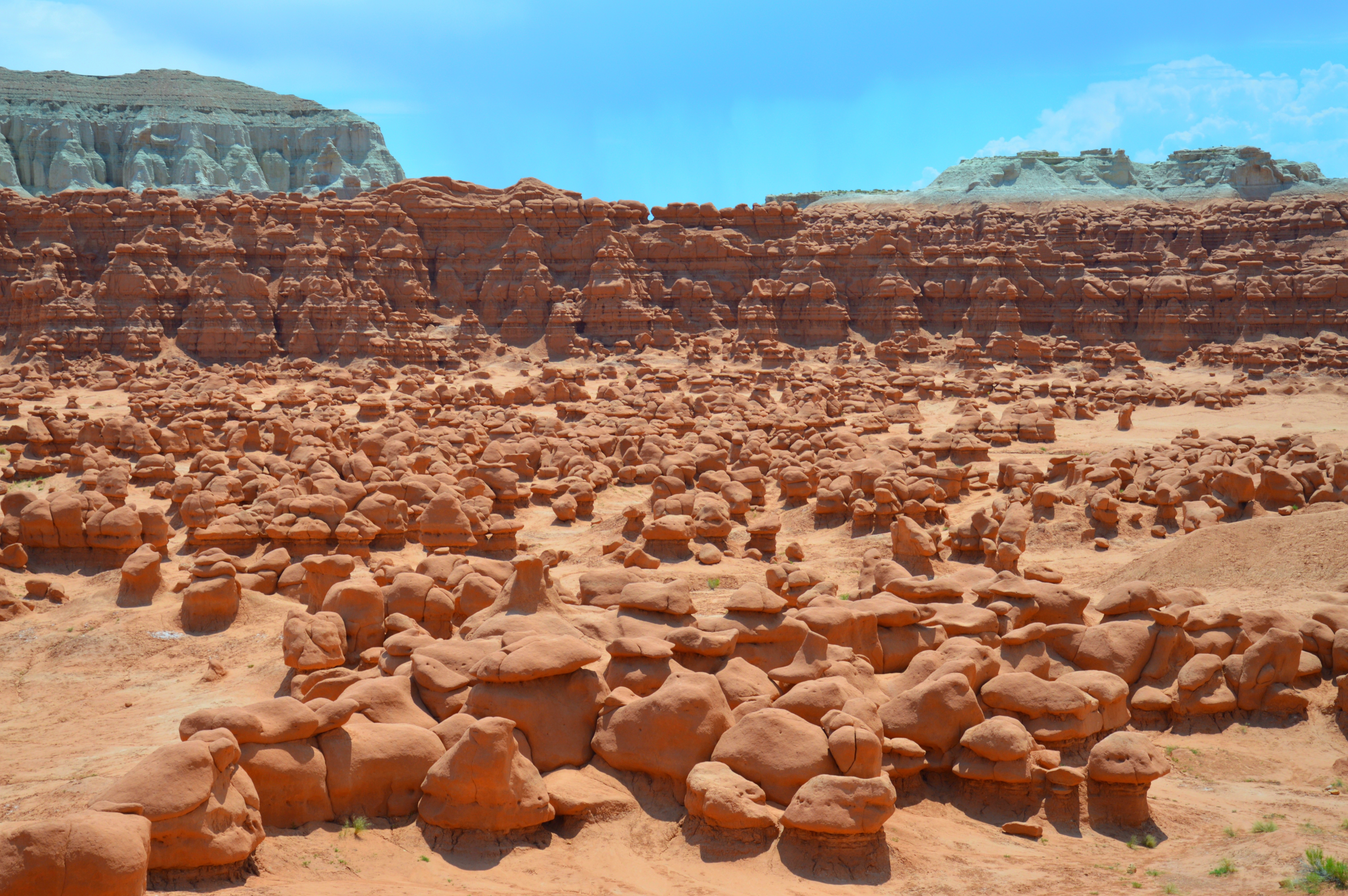
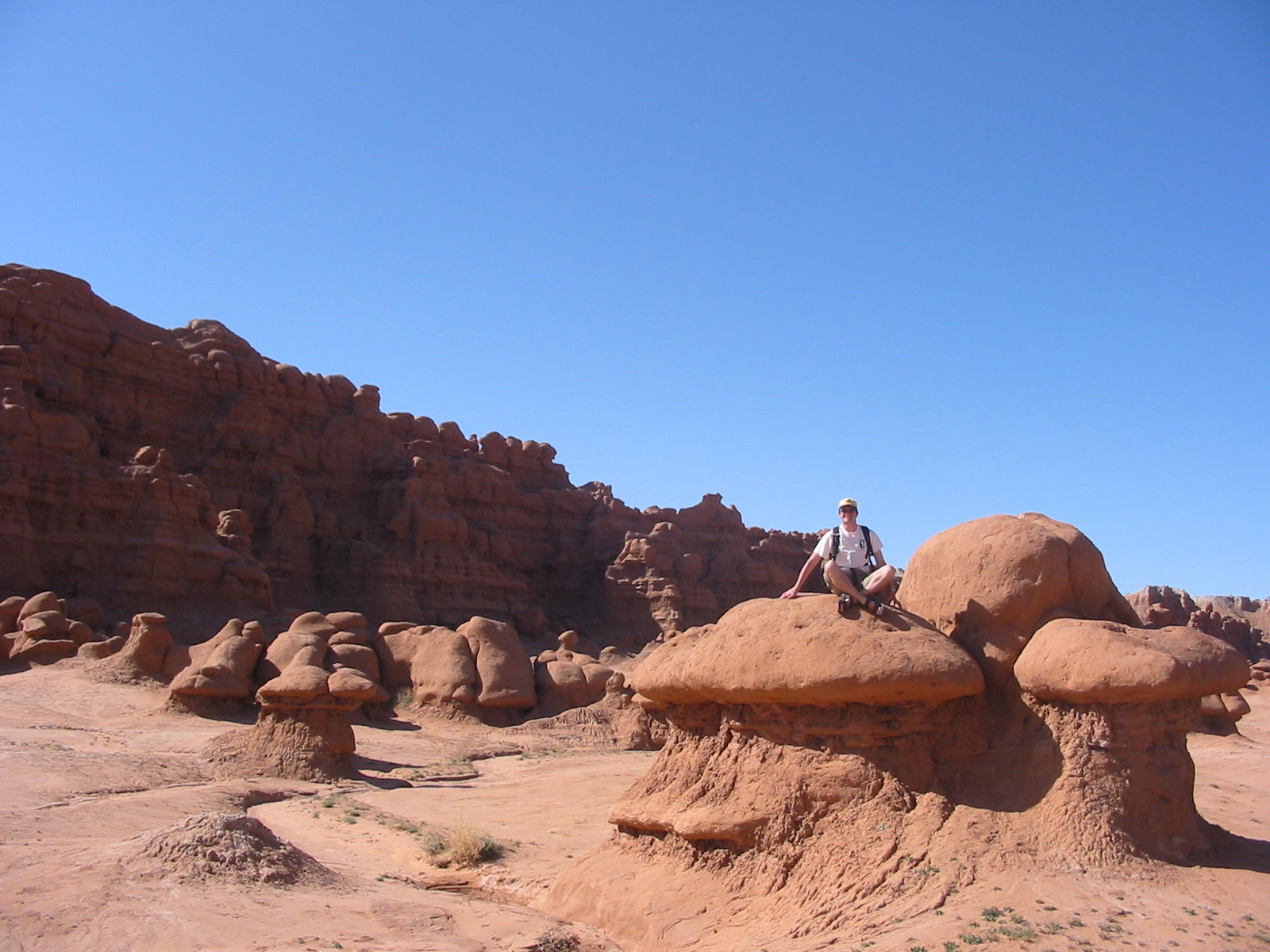
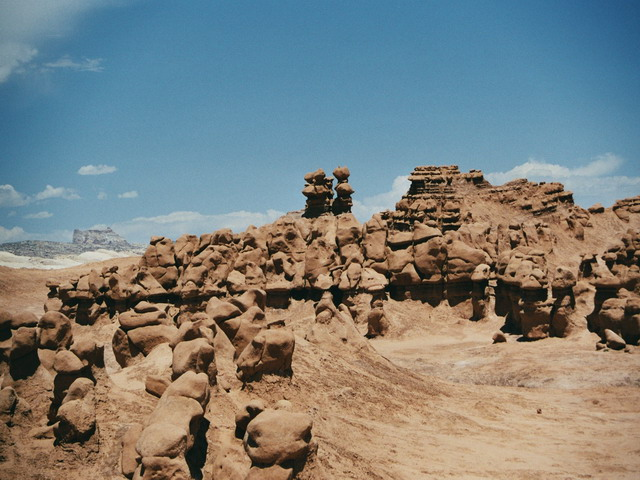
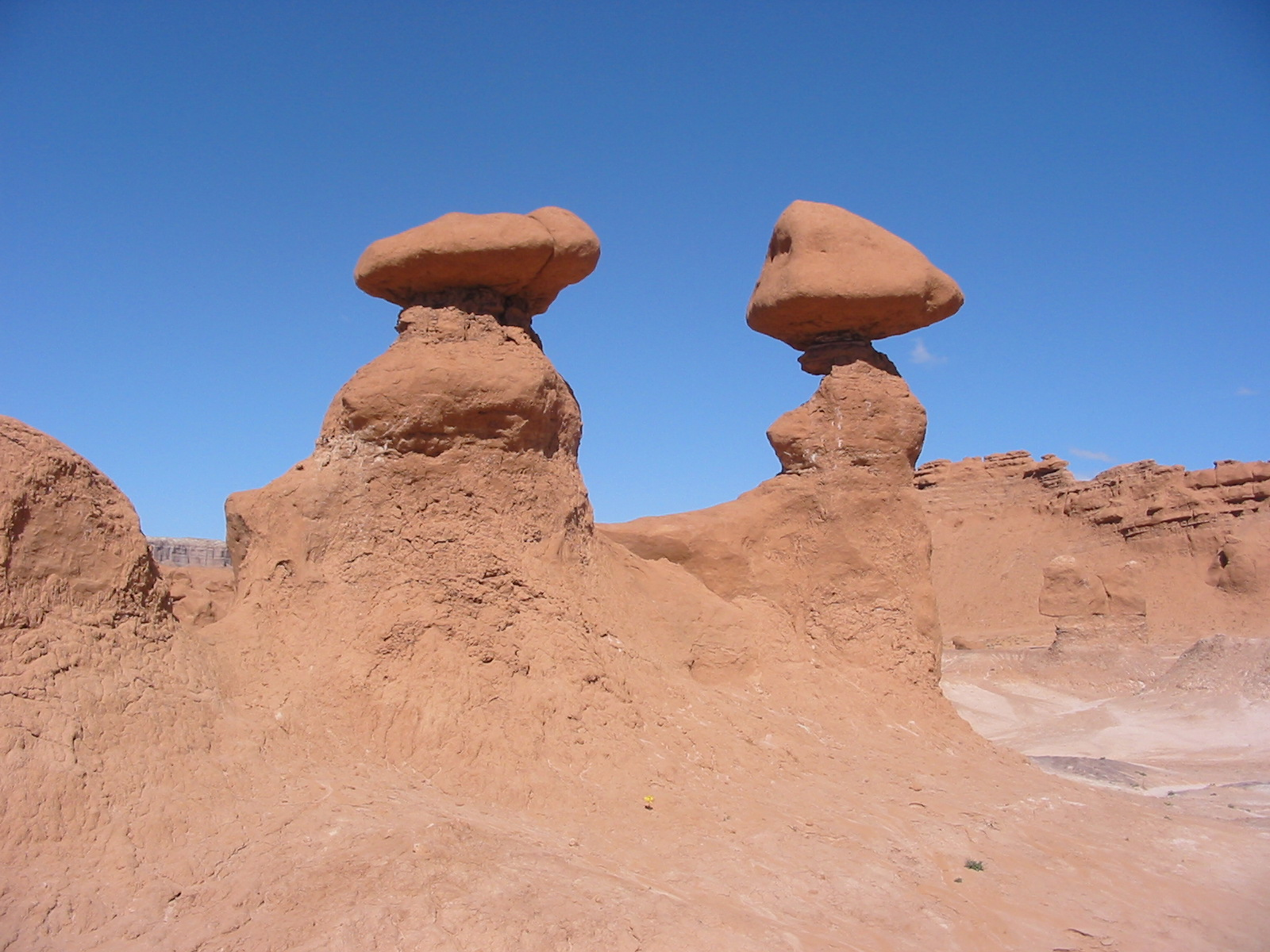
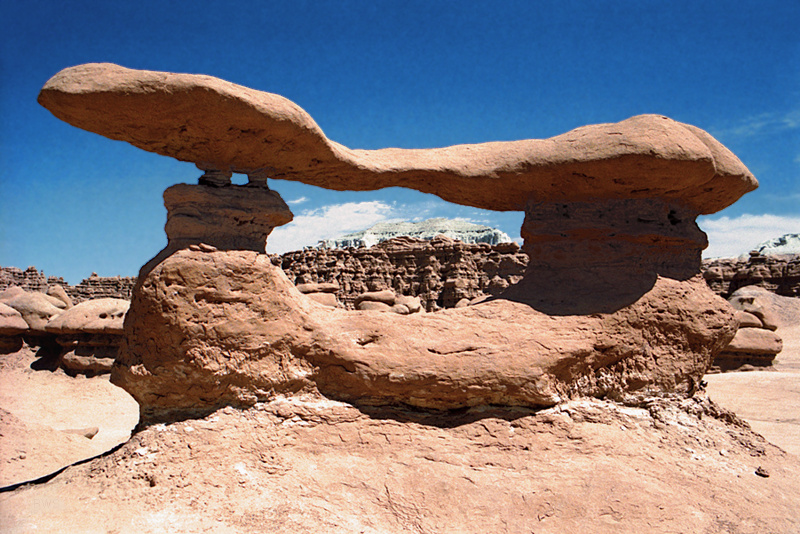
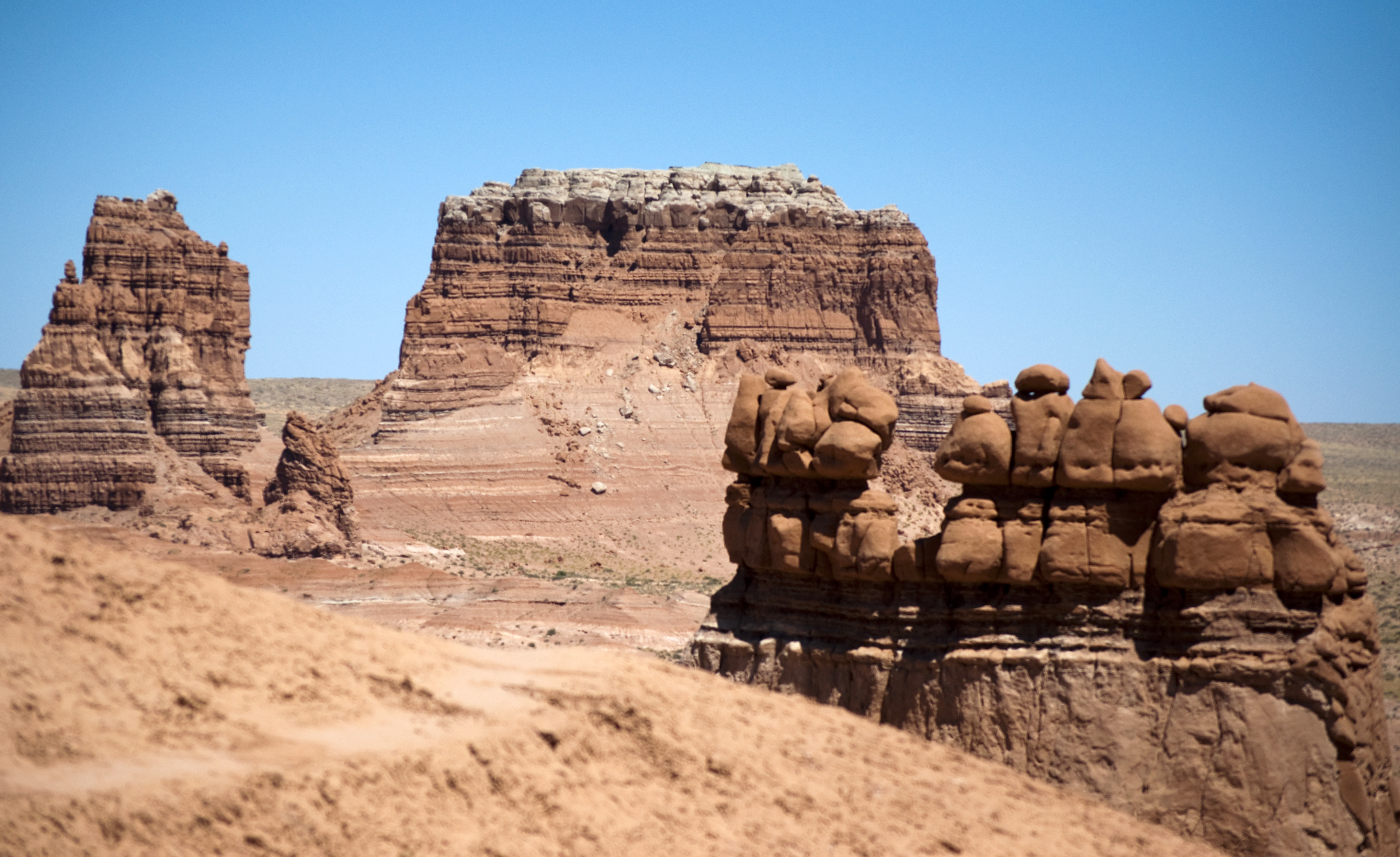